# Paul Henderson (polityk)
Paul Henderson (ur. 15 sierpnia 1962 w Croix-Chapeau) – australijski polityk amerykańskiego pochodzenia, działacz Australijskiej Partii Pracy (ALP), od listopada 2007 pełni urząd szefa ministrów Terytorium Północnego.
Jego ojciec był Amerykaninem i w czasie narodzin Paula służył w oddziałach armii USA stacjonujących we Francji. Dzieciństwo spędził w Wielkiej Brytanii, gdzie podjął studia w zakresie inżynierii mechanicznej. Jako dwudziestolatek wyemigrował do Australii. Początkowo mieszkał na Tasmanii i pracował w górnictwie cynku. W 1983 osiadł w Darwin i podjął pracę w porcie, zaś od 1985 był pracownikiem władz Terytorium Północnego.
Karierę polityczną rozpoczął w 1999, gdy w wyborach uzupełniających został wybrany do Zgromadzenia Ustawodawczego Terytorium Północnego z ramienia ALP. Kierował w rządzie Terytorium resortami zatrudnienia, edukacji i kształcenia; turystyki; zatrudnienia oraz multikulturowości. Po nagłej rezygnacji Clare Martin z funkcji quasi-premiera Terytorium, 26 listopada 2007 zajął jej miejsce. W 2008 jego gabinet zdołał przetrwać wybory, zachowując jednomandatową przewagę w liczącym 25 członków parlamencie.